# Projectplace

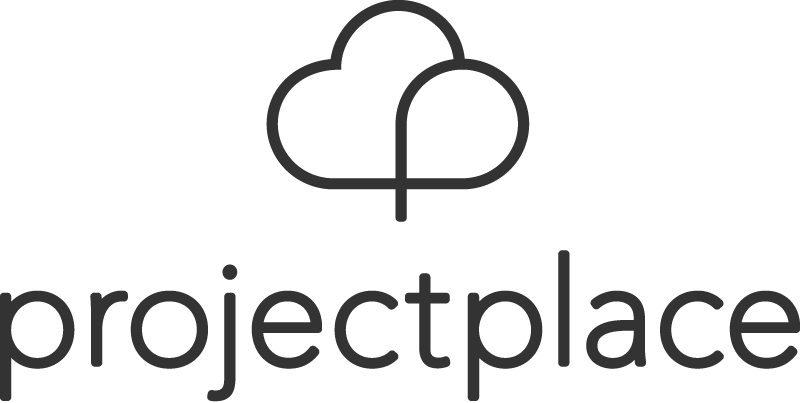

Projectplace är en webbaserad tjänst för projektsamarbete. Tjänsten som är en abonnemangstjänst tillhandahålls av det svenska företaget Projectplace International AB. Tjänsten lanserades i september 1998 och var en av de första webbtjänsterna som såldes via abonnemang. 
Projectplace erbjuder en delad arbetsyta med olika funktioner som främjar samarbete, utvecklade utifrån tankarna kring Social Project Management. Projektverktyget innehåller bland annat en projektöversikt där man kan kommunicera med sin projektgrupp, dokumenthantering med granskningsfunktioner, ärendehantering, planering, mötesbokning, kontaktlista samt projektportfölj. 
I maj 2012 lanserade Projectplace en helt ny design. Utöver en uppdatering av befintliga funktioner lanserades även nya, sociala planeringsverktyg samt nya mobilappar för iPad och Android. De nya verktygen, som också inkluderar en aktivitetstavla, widgets och en interaktiv tidslinje, är designade för att förenkla samarbete samt skapa engagemang och projektframgång för alla typer av projekt, både inom och mellan olika företag och organisationer.
Projectplace finns i sju språkversioner: svenska, danska, norska, engelska, franska, tyska och holländska och har fler än 750 000 registrerade användare i 150 länder. Projectplace var tidigare känt som Projektplatsen i Sverige.
Under april 2014 gjorde företaget flera lanseringar. En ny visuell identitet implementerades i verktyget och på webbplatserna för att tydliggöra företagets position som leverantör och utvecklare av molntjänster. 